# Göran Posse (1868–1951)
Göran Edvard Henning Posse, född den 7 november 1868 i Norrköping, död den 20 juni 1951 i Stockholm, var en svensk greve, militär och hovman. Han var son till Knut Posse. 
Posse blev underlöjtnant vid Svea artilleriregemente 1890, löjtnant där 1894 och kapten där 1904. Han blev kommenderad officer hos prinsarna Gustaf Adolf och Wilhelm 1897 och adjutant hos den förstnämnde 1904. Posse befordrades till major vid Upplands artilleriregemente 1913, till överstelöjtnant i armén 1918, vid regementet 1919, och till överste i armén 1923. Han beviljades avsked ur krigstjänsten sistnämnda år. Han var chef för kronprinsens stab 1915–1930 och tjänstgörande kammarherre från 1930. Posse medföljde kronprinsparet vid resor till Förenta staterna 1926, till Island 1930 och till Orienten 1934–1935. Han invaldes som korresponderande ledamot av Vitterhetsakademien 1943. Posse blev riddare av Vasaorden 1902, av Svärdsorden 1911 och av Nordstjärneorden 1924, kommendör av andra klassen av Svärdsorden 1927, kommendör av första klassen av samma orden 1930 och av Nordstjärneorden 1940 samt kommendör med stora korset av sistnämnda orden 1942. Han vilar på Uppsala gamla kyrkogård.